# 栃内曽次郎
栃内 曽次郎（とちない そうじろう、1866年7月19日（慶応2年6月8日）- 1932年（昭和7年）7月12日）は、日本の海軍軍人。最終階級は海軍大将。晩年には貴族院議員を務めた。

## 経歴
盛岡藩士、栃内理平の二男として岩手県上田村に生まれる。札幌農学校予科、攻玉社を経て、明治19年（1886年）、海軍兵学校を卒業（13期生）した。明治24年（1891年）、海軍大学校（丙号学生）を卒業し、日清戦争では「金剛」分隊長、旅順港水雷敷設隊分隊長、「扶桑」水雷長として従軍した。戦後に水雷術練習所教官となった。明治30年（1897年）に「浅間」回航委員としてイギリスに出張、「浅間」水雷長となり同32年（1899年）に帰国。明治33年（1900年）に海軍省副官兼海相秘書官として山本権兵衛に仕えた。
日露戦争開戦時には「宮古」艦長を務めていたが「宮古」は機雷により沈没。「武蔵」と仮装巡洋艦「八幡丸」の艦長を経て、日本海海戦には「須磨」艦長として従軍した。戦後には在英大使館付武官としてイギリスに三年半勤務した。明治42年（1909年）に帰国し同年に海軍少将・軍務局長となり、練習艦隊司令官、大湊要港部司令官、横須賀海軍工廠長を歴任し、大正3年（1914年）、海軍中将。さらに第2艦隊司令官、第1艦隊司令官、第4戦隊司令官、第3戦隊司令官、技術本部長を歴任し、大正6年（1917年）に海軍次官となった。
大正9年（1920年）、海軍大将を拝命、第1艦隊長官、兼連合艦隊司令長官、佐世保鎮守府司令長官、軍事参議官を歴任し、同13年（1924年）に予備役に編入された。その後、ロンドン軍縮条約には反対の立場に属していた。昭和7年（1932年）3月15日に貴族院議員となったが、同年7月8日、盛岡市の旧制岩手中学校校長就任に際しての講演中に倒れ、同地で死去した。

## 人物
- イギリス駐在中に英国流の生活に傾倒し、私服はもちろんハンカチにいたるまでロンドンの一流ブランドのオーダーメイド品を身につけ、「海軍一のジェントルマン」の賞賛と「イギリスかぶれ」の批判を同時に受けた。
- 次官時代、人力車に乗っていた際に、自動車と衝突して右目を失明する事故に遭っている。
- 及川古志郎ほど有名ではないが蔵書家であった。及川が漢籍なのに対して栃内は洋書。英和辞典は一切用いず読みこなした。

## 栄典
位階
- 1891年（明治24年）12月14日 - 正八位[3]
- 1893年（明治26年）1月31日 - 従七位[4]
- 1895年（明治28年）11月26日 - 正七位[5]
- 1898年（明治31年）10月31日 - 従六位[6]
- 1900年（明治33年）12月11日 - 正六位[7]
- 1905年（明治38年）2月14日 - 従五位[8]
- 1910年（明治43年）2月21日 - 正五位[9]
- 1914年（大正3年）6月30日 - 従四位[10]
- 1919年（大正8年）7月31日 - 正四位[11][12]
- 1921年（大正10年）8月20日 - 従三位[11][13]
- 1924年（大正13年）3月24日 - 正三位[11][14]
- 1932年（昭和7年）7月12日 - 従二位[15]

勲章等
| 受章年                     | 略綬 | 勲章名                 | 備考 |
| -------------------------- | ---- | ---------------------- | ---- |
| 1895年（明治28年）11月18日 |      | 勲六等単光旭日章       |      |
| 1895年（明治28年）11月18日 |      | 明治二十七八年従軍記章 |      |
| 1901年（明治34年）12月28日 |      | 勲四等旭日小綬章       |      |
| 1902年（明治35年）5月10日  |      | 明治三十三年従軍記章   |      |
| 1905年（明治38年）11月30日 |      | 勲三等瑞宝章           |      |
| 1906年（明治39年）4月1日   |      | 功四級金鵄勲章         |      |
| 1906年（明治39年）4月1日   |      | 旭日中綬章             |      |
| 1906年（明治39年）4月1日   |      | 明治三十七八年従軍記章 |      |
| 1912年（明治45年）2月16日  |      | 金杯一個               |      |
| 1921年（大正10年）3月23日  |      | 金杯一個               |      |
| 1914年（大正3年）11月30日  |      | 勲二等瑞宝章           |      |
| 1915年（大正4年）11月7日   |      | 勲一等旭日大綬章       |      |
| 1915年（大正4年）11月7日   |      | 大正三四年従軍記章     |      |
| 1915年（大正4年）11月10日  |      | 大礼記念章             |      |
| 1921年（大正10年）7月1日   |      | 第一回国勢調査記念章   |      |

外国勲章佩用允許
| 受章年                    | 国籍           | 略綬 | 勲章名                             | 備考 |
| ------------------------- | -------------- | ---- | ---------------------------------- | ---- |
| 1901年（明治34年）4月4日  | フランス共和国 |      | レジオンドヌール勲章シュヴァリエ   |      |
| 1906年（明治39年）9月26日 | 大韓帝国       |      | 勲二等八卦章                       |      |
| 1907年（明治40年）7月20日 | イギリス帝国   |      | ヴィクトリア第三等勲章             |      |
| 1916年（大正5年）6月12日  | イギリス帝国   |      | バス第二等勲章                     |      |
| 1918年（大正7年）12月6日  | 支那共和国     |      | 二等大綬宝光嘉禾章                 |      |
| 1921年（大正10年）3月11日 | アメリカ合衆国 |      | 海軍殊勲章                         |      |
| 1922年（大正11年）10月9日 | イギリス帝国   |      | 大英帝国勲章ナイトグランドクロッス |      |

## 親族
- 子 栃内吉彦 北海道帝大 教授、農学部付属植物園園長、日本植物病理学会会長
- 孫 栃内香次 北海道大学工学部 教授、北海学園大学経営学部 教授

- 従兄弟 鹿島精一 鹿島建設初代社長
- 甥 栃内一彦 第10代海上保安庁長官、日本航空開発株式会社（JALホテルズ）代表取締役社長
- 娘婿 海軍中将 安場保雄・海軍中将 大西新蔵